# Get Well Soon
Get Well Soon è un album di Bob Brookmeyer, pubblicato nel 2004 dalla Challenge Records.
Il disco fu registrato al "Bauer Studios" di Ludwigsburg in Germania il 23-25 agosto del 2002.

## Tracce
1. Ta-DUM! – 5:45 (Bob Brookmeyer)
2. Monster Rally – 10:21 (Bob Brookmeyer)
3. For You – 7:45 (Bob Brookmeyer)
4. Over Here – 8:11 (Bob Brookmeyer)
5. Interlude N°. 1 – 2:08 (Bob Brookmeyer)
6. Lovely – 4:46 (Bob Brookmeyer)
7. Song, Sing, Sung – 8:10 (Bob Brookmeyer)
8. Interlude N°. 2 – 1:27 (Bob Brookmeyer)
9. Elegy – 9:24 (Bob Brookmeyer)
10. Get Well Soon – 7:33 (Bob Brookmeyer)

## Formazione
- Bob Brookmeyer - trombone a pistoni, conduttore musicale
- Kris Goessens - pianoforte
- Paul Heller - reeds
- Edgar Herzog - reeds
- Marko Lackner - reeds
- Oliver Leicht - reeds
- Nils Van Haften - reeds
- Eckhard Baur - tromba
- Thorsten Benkenstein - tromba
- Till Brönner - tromba
- Torsten Maaß - tromba
- Aneel Soomary - tromba
- Sebastian Strempel - tromba
- Christian Jaksjø - trombone
- Steve Trop - trombone
- Edward Partyka - trombone basso
- Anders Wiborg - trombone basso
- Ingmar Helker - contrabbasso
- John Hollenbeck - batteria